# Остаться в живых (фильм, 1983)
«Остаться в живых» (англ. Staying Alive) — музыкальный драматический фильм режиссёра Сильвестра Сталлоне, сиквел популярного в 1970-х фильма «Лихорадка субботнего вечера». Название фильма пришло от одноимённой песни группы Bee Gees, которая была главной музыкальной темой в «Лихорадке субботнего вечера».

## Сюжет
Спустя шесть лет после событий сюжета предыдущей картины Тони Манеро решает продолжать карьеру профессионального танцора. Он подрабатывает официантом в музыкальном клубе и ждет своего шанса в шоубизнесе. Тони начинает встречаться с Джекки, певицей из местного клуба и танцовщицей. Однако он относится к ней как к временной забаве, тогда как его основной интерес Лаура, прима-танцовщица из бродвейского шоу. Он пытается наладить с ней отношения, но девушка явно морочит ему голову.
Все трое проходят пробы в кордебалет на новое шоу «Прогулка сатаны». Начинаются репетиции. Лаура отвергает знаки внимания Тони. Расстроенная Джекки тоже не хочет принимать парня назад. Тем временем, Тони решает, во что бы то ни стало попасть на ведущую мужскую роль в шоу. Он просит Джекки дополнительно порепетировать с ним. Девушка сначала отказывает, но потом соглашается и Тони постепенно проникается уверенностью в себе. Режиссёр постановщик недоволен эгоизмом Тони и равнодушным отношением к подготовке постановки и он не хочет слышать о смене амплуа. Тони все же удается его убедить попробовать станцевать с Лаурой. Со второй попытки неожиданно номер удается и в паре явно налаживается контакт. Режиссёр отдает ведущую роль Тони.
На премьере Тони выступает отлично, но ведет себя странно. По окончании первого акта шоу он прямо на сцене неожиданно целует Лауру, а та расцарапывает ему в ответ лицо до крови. Режиссёр в гневе призывает Тони к благоразумию, думать не о себе, а о шоу и зрителях. Во втором акте Тони отбрасывает партнершу, так что та едва не ударяется о декорации. Затем он исполняет незапланированное в шоу соло. Однако он возвращает Лауру в шоу, поймав её после смелого прыжка. Зрители встречают исполнителей продолжительной овацией. После занавеса Лаура предлагает Тони свидание но он холодно отказывается и бросается к Джекки. Они сливаются в поцелуе. В финальных кадрах ликующий Тони идет по Бродвею.

## В ролях
- Джон Траволта — Тони Манеро
- Синтия Родес — Джеки
- Финола Хьюз — Лаура
- Стив Инвуд — Джесси
- Джули Бовассо — Миссис Манеро
- Фрэнк Сталлоне — Карл
- Чарльз Уорд — Батлер
- Стив Бикфорд — Звукотехник
- Патрик Брэйди — Дереликт
- Норма Дональдсон — Фатима
- Джесси Доран — Марк

## Отзывы
Фильм получил крайне негативные отзывы. На сайте Rotten Tomatoes получил рейтинг 0 %.

## Награды
Золотой глобус, 1984 год
Номинации:
- Лучшая песня — «Far from Over»

Золотая малина, 1984 год
Номинации:
- Худшая мужская роль (Джон Траволта)
- Худшая женская роль второго плана (Финола Хьюз)
- Худшая новая звезда (Финола Хьюз)